# Estrées (Aisne)
Estrées é uma comuna francesa na região administrativa de Altos da França, no departamento de Aisne. Estende-se por uma área de 7,04 km². Em 2010 a comuna tinha 419 habitantes (densidade: 59,5 hab./km²).